# 全日本おばちゃん党
全日本おばちゃん党（All Japan Obachan Party、AJOP）（ぜんにほんおばちゃんとう）は、特定非営利活動法人ヒューマンライツ・ナウに所属する谷口真由美（法学者）が2012年9月に発足させた市民団体。Facebookをベースに活動していたが、2019年12月31日に解散した。

## 概要
- 2012年9月に、谷口がFacebook上で発足を宣言[2] 。当時日本国内で実施されていた民主党代表選挙と自由民主党総裁選挙に女性の候補者がいなかったことや、谷口の地元・大阪府に基盤を置く大阪維新の会が国政への進出を視野に日本維新の会を結党したことを背景に、「『全日本おばちゃん党』でも立ち上げようか」と投稿したことがきっかけになった。谷口によれば「シャレのつもりで投稿した」とのことだが、投稿に呼応するコメントが相次いで寄せられたため、Facebook上に専用のグループページを作ることで「結党」に至った。「結党」と同時にFacebook上で「党員」を募ったところ、翌朝には300人、2日目には500人を超えたという[1]。
- 「おせっかいで困った人をほっとかれへん（放っておけない）」というおばちゃん同士の井戸端会議のように、「党員」同士が対等の立場と日常生活で使う言葉を通じて対話や議論を重ねながら、政治に対する意識を高め合うこと（ボトムアップ）を志向。活動の目的にも、「オッサン政治にシャレとユーモアでツッコミを入れる」ことを挙げていた。
- 「党員」は2013年5月の時点で2800人[3][4]だったが、後述する活動で注目を集めたことや、谷口が各種メディアで活動する機会が増えたこともあって、解散の時点では6000人を超えていた[1]。ただし、活動のベースをFacebook上に置いていたため、党の活動へ参加するにはFacebookのアカウントを取得することが求められた。さらに、男性であることを自認している人物の参加を認めていなかった。
- 「党」を名乗ってはいたものの、日本の政治資金規正法で規定される政党への発展や特定党派への支持までは志向せず、あえて「代表」を置かなかった。発足を宣言した谷口自身も、あくまで「代表代行」を名乗っていた。しかし、「党員」が増えるにつれて、日本国内の朝鮮学校における授業料の無償化や選択的夫婦別姓などをめぐって、「党員」の賛否が割れる事態が続出。「党員」同士の対等な関係を想定していたにもかかわらず、「代表代行」の谷口に意見や仲裁を求める「党員」が相次いだこともあって、意見の収拾が付きにくくなっていった。さらに、谷口以外に仲裁役を担っていた「党員」の一部は、党と距離を置きながら、個人の立場で国政選挙や地方選挙へ出馬するようになった。これに対して、谷口は「オッサンみたいに執着したくないから、自分で開いたものは潔く自分で閉める」として、2019年の11月に党の解散を発表。同年12月31日付で活動を終了した[1]。
- ちなみに谷口は、実父の龍平が近鉄ラグビー部の選手・コーチだった縁で、2019年6月から日本ラグビーフットボール協会の非常勤理事を2年間歴任。理事退任後の2023年には、「アップデートおおさか」（大阪維新の会に対抗する勢力の結集を目的に関西の財界人や大阪府の元・副知事が結成した政治団体）からの要請を受けて、4月23日執行の大阪府知事選挙に立候補することを表明している[5][6]。

## 活動
- 大阪維新の会が2012年7月に「維新八策」（いしんはっさく）と称する政策集を発表したことに対抗して、「結党」を機に「おばちゃん党はっさく」を作成。「はっさく」を柑橘類のハッサクになぞらえながら、大阪弁で8つの要望を掲げた[1]。さらに、小泉純一郎が日本国の内閣総理大臣時代にいわゆる「骨太の方針」を示したことにちなんで、5ヶ条から成る「腹太の方針」を2013年3月16日に「とりあえず版」（暫定版）として発表した。「腹太」という表現には、「長生きの秘訣は『腹太』（小太りの体型）にある」という考えから、「日本経済を長生きさせる」というニュアンスが込められている。
- 2012年11月23日にアジア・太平洋人権情報センター主催の「大阪ええじゃないか」で「全日本おばちゃん党始動式」を開催。弁護士の湯浅誠を司会に迎えたうえで、福祉、人権、政治などの議論を展開した。
- 2013年5月には、いわゆる「慰安婦問題」に関して橋下徹（当時は大阪市長・日本維新の会共同代表）が日本語で発した一連の発言を、12ヶ国語に翻訳したうえで世界に発信した[3][1]。
- 第二次世界大戦の終戦から70年目に当たる2015年8月には、安倍晋三が第97代日本国内閣総理大臣の立場で発表した「戦後70年談話」を、日本各地の方言に置き換えたうえで発信した[1]。